# 마리나 사티
마리나 사티(그리스어: Μαρίνα Σάττι, 영어: Marina Satti, 1986년 12월 26일 ~ )는 그리스의 싱어송라이터, 음악 프로듀서, 배우이다.